# Kostel svatého Ondřeje (Krásno nad Kysucou)
Kostel sv. Ondřeje je farní kostel, který se nachází na náměstí míru v Krásné nad Kysucou. Patří k největším kostelům na Slovensku, přičemž samotný kostel byl do roku 2008 největší v nitranské, později v žilinské diecézi.

## Dějiny
V roce 1828 byla v Krásné vichřice, která spolu s povodněmi narušila statiku původního dřevěného renesančního kostelíka. První snahy o stavbu nového, zděného kostela se objevily již v 30. letech 19. století, ale stavbu nebylo možné uskutečnit kvůli špatné finanční situaci. Na konci 50. letech se nakonec rozhodlo, že v Krásné kostel bude stát a bude zasvěcen svatému Ondřejovi. Stát zadal práci architektovi Grunovi z Rašova. Cihly se pálily na kysucké Sihoti a se stavbou se začalo v roce 1861. Jelikož mělo jít o největší kostel v okolí, architekt vybral novorománský sloh a pro kostel jednolodní prostor s presbytářem, který měl rovný uzávěr. Zároveň byl postaven dřevěný kůr a do kostela byly přivezeny boční oltáře dodnes zdobící interiér kostela. Starý kostelík, který dosluhoval, byl nakonec zbořen v roce 1873. Kostel se stal hlavním místem bohoslužeb pro široké okolí od Dunajové po Klubinu.
Největší rekonstrukce byla v roce 1911, kdy farář Kardoš zakoupil z milodarů věřících žijících v Americe nové lustry z čínského stříbra, dřevěná okna nahradily železná, byla osazena nová keramická dlažba a nový hlavní oltář. V první světové válce přišel kostel o tři zvony. Jen jediný - umíráček - zvonil do roku 1918, kdy ho převezli do kaple na Zborově, která byla později přesunuta i se zvonem do skanzenu ve Vychylovce. V roce 1921 vymalovali exteriér kostela, koupili čtyři nové zvony, které kostelu slouží dodnes: sv. Ondřej, Sedmibolestná Panna Maria, sv. Josef a nový umíráček. Všechny tyto zvony posvětil kanovník dr. M. Beňo v roce 1924. Zároveň přišel do Krásné akademický malíř Jozef Hanula se svými žáky, kteří měli za úkol kostel vymalovat. Dodnes se v kostele nachází jeho zachovalá malba, která pro svou výjimečnost nejdále zdobí jeden ze tří traktů kostela. Tento obraz byl v roce 1967 zapsán do ústředního seznamu kulturních památek.
Po velké rekonstrukci interiéru kostela se přemýšlelo i o vnější úpravě. Plány však museli pro nedostatek financí počkat. Okolí kostela upravili v roce 1936, farní budovu v letech 1941- 1943. První biřmování se v kostele konala v roce 1947. V roce 1951 byl na věž namontován hodinový stroj, který slouží dodnes.
Další velké úpravy kostela následovaly v letech 1963 - 1966 kdy byl kostel z velké části přemalován, v roce 1982 byl presbytář upraven do současné moderní podoby. V 90. letech se také uskutečnily velké změny v interiéru kostela: 1992- nový zděný chór, 1993- přemalování traktů, úprava křížové cesty v roce 1995 byl kostel oplocený. V kostele se v letech 1996 a 2003 konala svěcení jáhnů Nitranské diecéze. Zároveň v roce 2001 založili u kostela Kulturní pramen a začalo působit Farské pastorační centrum sv. Benedikta z Nursie.
Po úderu blesku v roce 2004 byla věž z velké části poškozena a byla nutná její oprava. Dodnes je vidět na věži stopy po opravě. Spolu s ní následovalo i vymalování chátrajících stěn. Celý kostel byl opět kompletně opraven, bylo postaveno zastřešení na bočním vchodu do kostela. V roce 2006 se kolem kostela na místě ořezaných kaštanů zasadila tráva a do zákristie se zrekonstruoval chodník. V roce 2015 se začaly první přípravy na výměnu oken. Po výměně oken kostel vyzdobí 14 vitrážových oken.

## Galerie

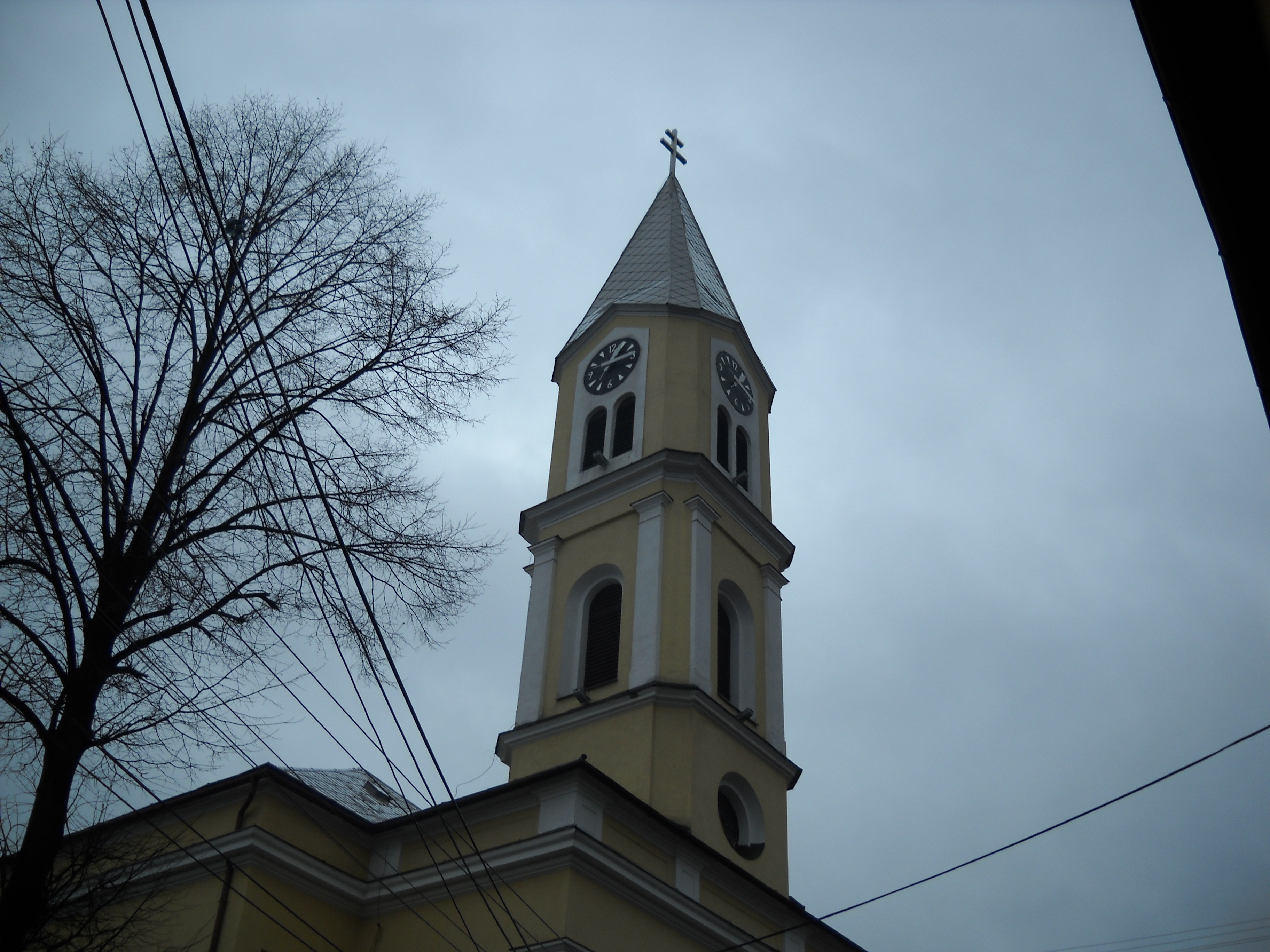
Věž kostela vysoká 38 m
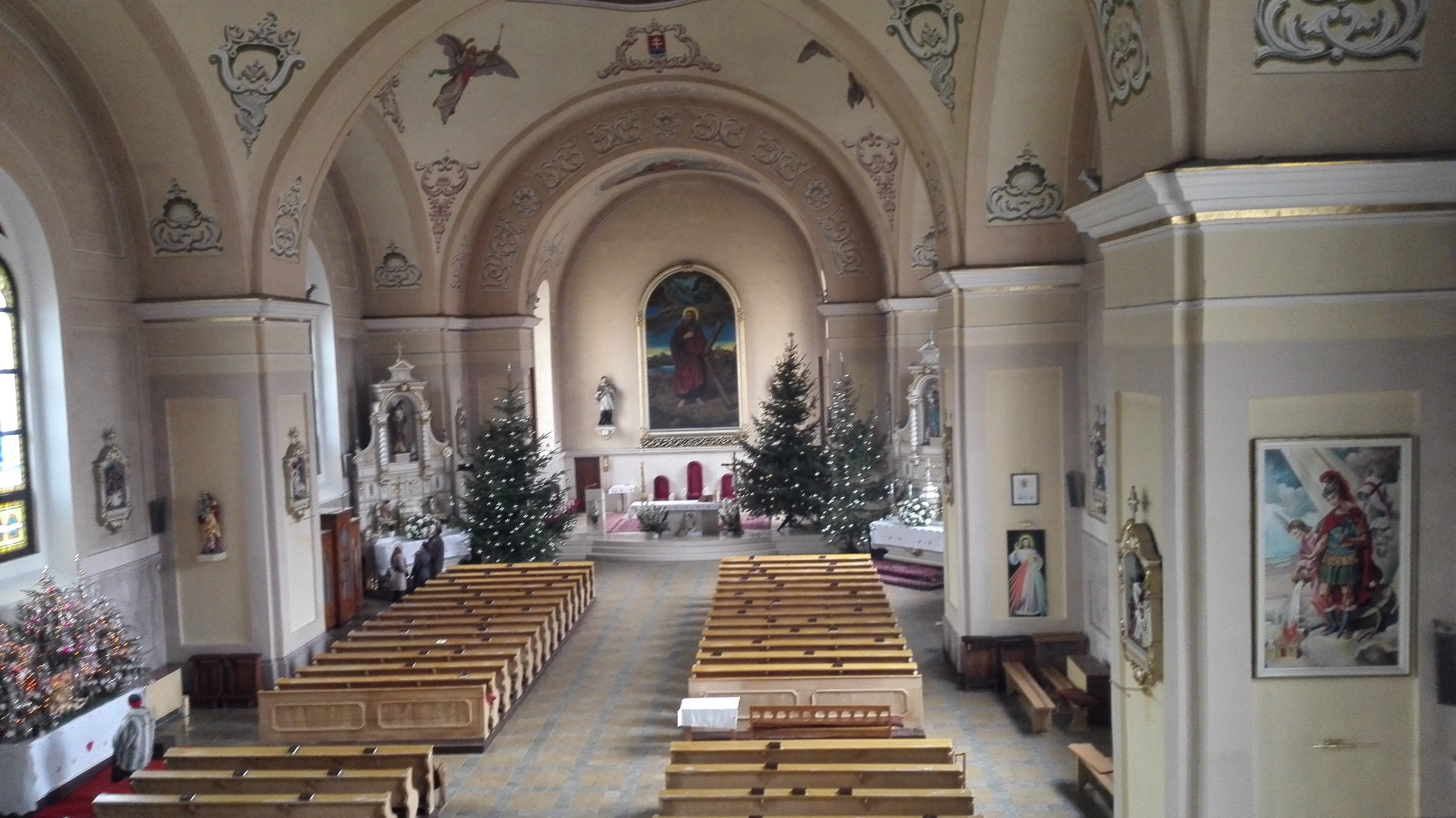
Interiér kostela
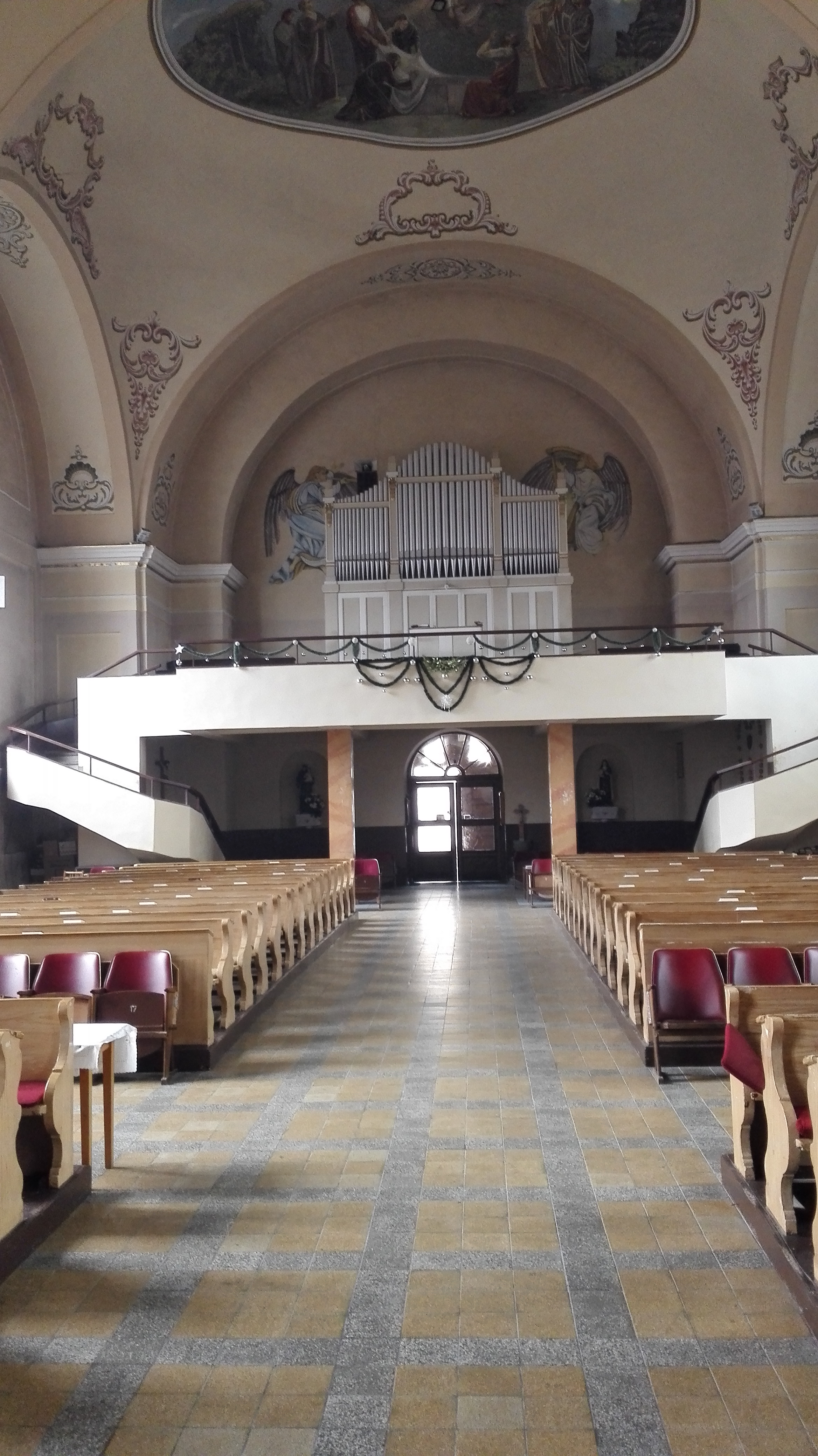
Interiér kostela